# 英雄戦記レーヴァテイン
『英雄戦記レーヴァテイン』（えいゆうせんきレーヴァテイン）は、2008年12月4日にガンホー・ワークスから発売されたニンテンドーDS用ゲームソフト。